# Ernest Berger
Pour les articles homonymes, voir Berger (homonymie).
Ernest Berger, né à Moulins le 6 juillet 1889 et mort à Paris le 26 mai 1925, était le trésorier de l'Action française. Il est assassiné, dans la station de métro Saint-Lazare, d'une balle dans la nuque par Maria Bonnefoy, prétendument pour sa ressemblance avec Charles Maurras.

## Biographie
Il est le frère de Joseph Berger, collaborateur de La Dépêche de Lyon qui trouva la mort en 1916 dans la Somme, comme officier de chasseurs à pied. Ernest Berger, originaire de Lyon, participe à l'organisation de l'Action française à Lyon notamment en tant que trésorier avant de quitter la ville en 1911 pour aller à Paris, exercer des fonctions administratives au siège du mouvement royaliste. Il devient l'adjoint de Marius Plateau et se trouve dans le bureau de celui-ci le jour où il reçoit la visite de l'anarchiste Germaine Berton. Lorsque Marius Plateau est touché par les balles de l’anarchiste, c'est Ernest Berger qui reçoit Marius Plateau agonisant dans ses bras. Ernest Berger n'est pas un militant et ne s'est produit en public que comme témoin lors du procès de Germaine Berton.
Inhumé au cimetière de Vaugirard le 30 mai 1925 en présence d'un cortége de patriotes, où toutes les ligues nationales sont représentées, sa tombe est ornée d'un buste en bronze par Maxime Real del Sarte,,.

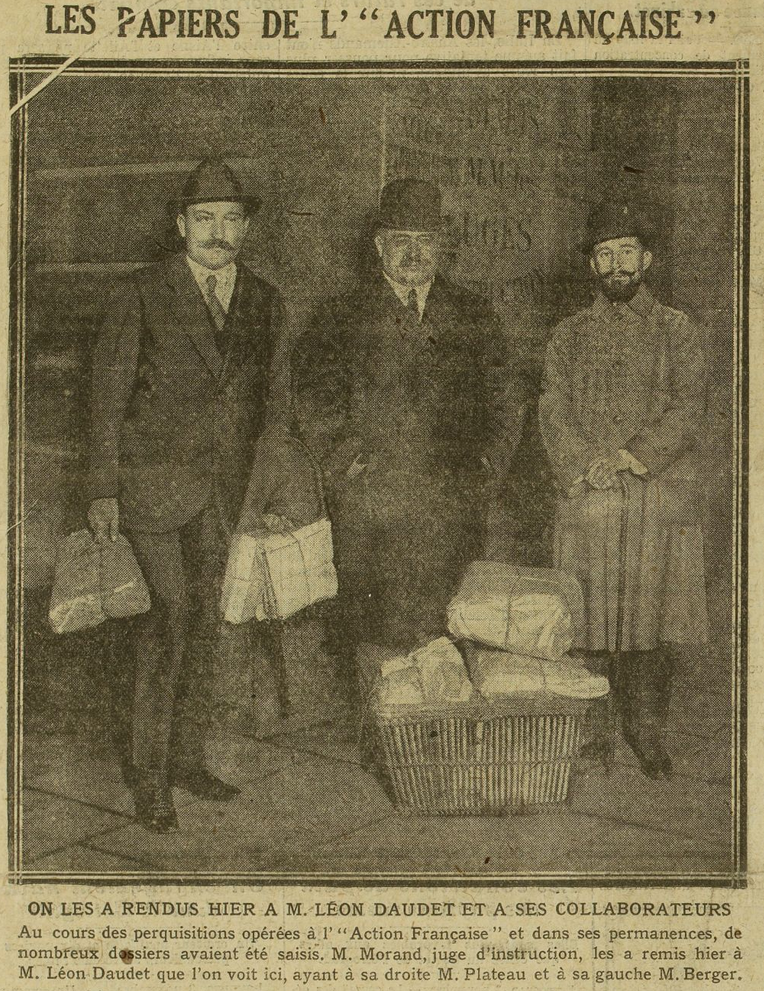
Marius Plateau, Léon Daudet et Ernest Berger lors des perquisitions dans le cadre du complot des panoplies en 1917.

## Assassinat
Sortant des bureaux de l'Action française, rue de Rome, et se rendant pour déjeuner à son domicile 29 rue Championnet, il reçoit une balle de revolver dans la nuque au niveau du métro gare Saint-Lazare vers midi quinze.
Vers la fin de l'après-midi, Ernest Berger succombe à sa blessure à l'hôpital Beaujon. Au même moment, Maria Bonnefoy, née le 4 avril 1881, à Tholières se livre à la police judiciaire déclarant être l'auteur de l'attentat de la station Saint-Lazare, qu'elle souhaitait tuer Maurras,, et remet au commissaire un revolver à barillet 7mm. Elle se présente comme une domestique ayant servi à Vichy, Lyon, sur la Côte d'Azur et depuis un an à Paris. Elle accuse Léon Daudet et Charles Maurras d'être la cause de son divorce survenu avec un certain Ferdinand Benistan vingt ans auparavant, puis d'avoir jeté le malheur dans sa famille, sur ses cousins et sur ses deux filles. Maria Bonnefoy aurait été sujette à des crises de terreur répétées. Dans ses affaires personnelles, la police trouve des lettres témoignant de la folie de Marie Bonnefoy, dénonçant des espions, prophétisant des dangers et tenant des propos incohérents dans sa correspondance. L'Action française accuse Maria Bonnefoy d'être une militante anarchiste en raison du rôle d'Ernest Berger dans le procès de Germaine Berton. Cet assassinat est interprété comme une vengeance de Germaine Berton. Pourtant le service des renseignements généraux chargé de la surveillance des militants, des meetings et des réunions, de même que les milieux libertaires, anarchistes et communistes confirment que Maria Bonnefoy est complètement une inconnue.

## Jugement et polémiques
Le 12 septembre 1925, Maria Bonnefoy est déclarée atteinte de démence totale donc irresponsable et bénéficie d'un non-lieu,,. Elle évite la prison au profit d'un internement dans un hôpital psychiatrique,, ce qui convainc l'A.F. d'une collusion du pouvoir avec ses ennemis. Par la suite, le journaliste Georges Valois appelle à des représailles violentes, taxant les milieux monarchistes de couardise, qui prétextent la prudence face à l'Allemagne. Ernest Berger devient une pièce à conviction pour la Ligue contre les mesures que le gouvernement met en place autour du port d’armes.

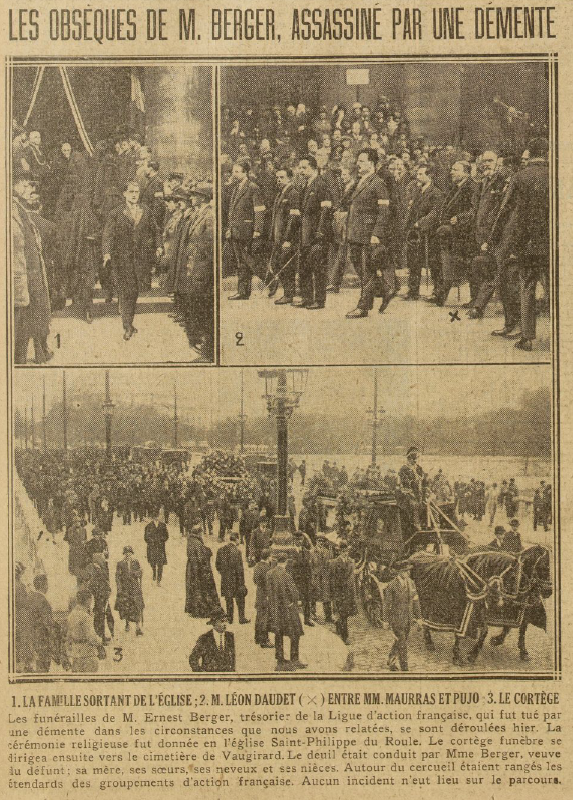
Obsèques d'Ernest Berger le 30 mai 1925.
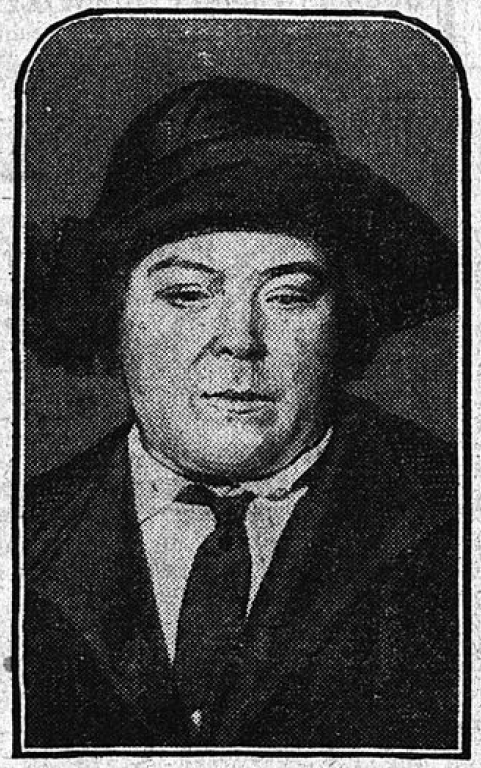
Maria Bonnefoy
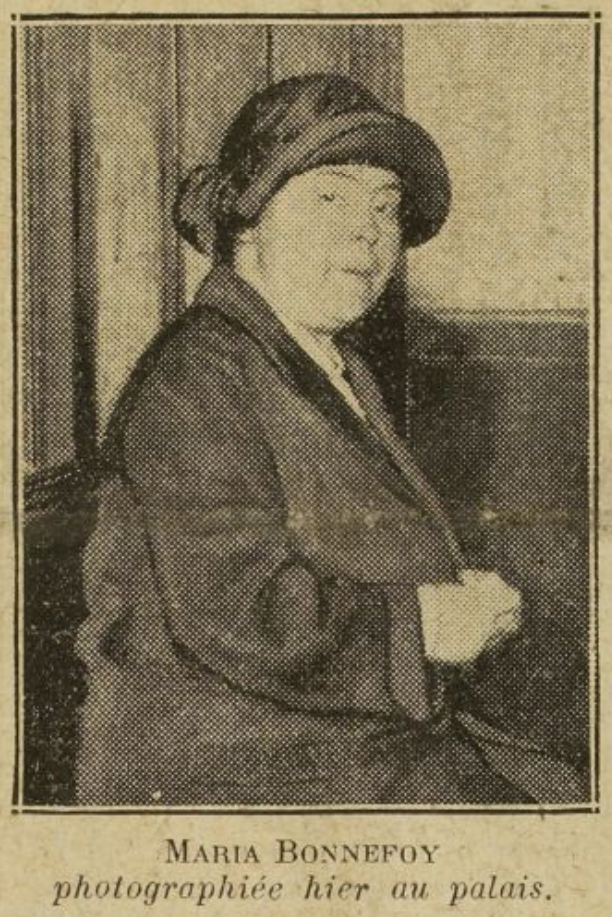
Maria Bonnefoy photographiée au Palais de Justice

## Postérité
Charles Maurras cite l'assassinat d'Ernest Berger dans son livre La Lettre à Schrameck.